# NGC 4653
NGC 4653 ist eine 12,1 mag helle Balken-Spiralgalaxie vom Hubble-Typ SBc im Sternbild Jungfrau auf der Ekliptik. Sie ist schätzungsweise 114 Millionen Lichtjahre von der Milchstraße entfernt und hat einen Durchmesser von etwa 110.000 Lichtjahren. 

Im selben Himmelsareal befinden sich u. a. die Galaxien NGC 4632, NGC 4642, NGC 4666, NGC 4668.
Die Supernovae SN 1999gk (Typ II) und SN 2009ik (Typ Ia) wurden hier beobachtet.
Das Objekt wurde am 11. April 1787 von Wilhelm Herschel mit einem 18,7-Zoll-Spiegelteleskop entdeckt, der sie mit „vF, pL“ beschrieb.